# Torre de Porto Colom
La torre de Porto Colom es una construcción del siglo XVI situada en la localidad española de Porto Colom, municipio de Felanich, Mallorca. Hay documentación donde se recoge que se llevaban a cabo tareas de vigilancia desde este lugar en épocas anteriores. La torre fue mandada construir el 1570. El año siguiente, pese a estar aún sin concluir, ya se tiene constancia documental de su funcionamiento como torre de vigilancia.
El 1577 fue ampliada, haciéndola más alta y dotándola de un depósito de agua, una cocina y una habitación para los vigilantes. Binimelis la describe con bocel en la parte alta, puerta de acceso y ventana hacia levante.
Esta torre formaba parte del sistema defensivo costero de la isla de Mallorca, a partir de torres de vigilancia o torres de defensa, quedando actualmente entre las torres de Porto Cristo, hacia el norte, y cala Llonga, hacia el sur.
El 1919 fue derruida, restando tan solo las últimas hiladas de sillares de la construcción.
La torre de Porto Colom es de planta circular, de 6 metros de diámetro, de la que tan solo conocemos sus características por la descripción que de ella nos da el Archiduque. Aparte de sus funciones de vigilancia a lo largo de la Edad Moderna, durante los últimos decenios, hasta su destrucción, tuvo importancia como torre de señales para la navegación por la costa felanichera.
Actualmente queda de la propia torre solo la base del terreno sobre el cual se asienta y la base de la torre troncocónica con una altura aproximada de un metro de altura. La situación actual debe ser muy similar a la que resultó de la demolición de 1919, puesto que desde un primer momento se describió que tan solo quedaban las últimas hileras de sillares. Sobre la torre hay un vértice geodésico
A un lado de la torre se encuentra una construcción semienterrada, de planta casi cuadrada, que por su forma, y tal como se desprende de la documentación histórica, podría ser un depósito de agua. Según indican fuentes orales, este depósito, hoy relleno de escombros, posiblemente fue reutilizado en épocas más recientes para actividades de contrabando.
La torre se sitúa a 27 m sobre el nivel del mar pero, el hecho que se derruyese buena parte de la torre (excepto la base), perdiendo así buena parte de su altura, junto con las urbanizaciones y edificaciones que han ido poblando la costa durante el último siglo, hacen que, actualmente, esta torre no conserve contacto visual con las torres próximas.